# Кастело ди Ачи
Кастело ди Ачи (на италиански: Castello di Aci или на италиански: Castello Normanno) е замък намиращ се в град Ачи Кастело, провинция Катания, Италия. Замъкът е разположен на скалиста местност, вдадена в морето. Точната му дата на построяване не е ясна, но е била важен за развитието на региона през Средновековието. По време на Войната на Сицилианската вечерня той е бил под властта на Роджър от Лаурия. Замъкът е бил обсаждан повече от веднъж и за кратко е бил контролиран от испанците. В момента е музей.

## История
Град Ачи Кастело се развива около замъка, който е построен през 1076 година от норманите върху основите на византийско укрепление от 7-ми век. През 1169 Ачи Кастело започва да се разширява, след като изригване на вулкана Етна прави градовете в близост до него необитаеми. По-късно замъкът става собственост на епископите на Катания.
През 1296 Роджър от Лаурия, адмирал на Арагонската флота по време на Войната на Сицилианската вечерня, получава феодът на Ачи и неговия замък като награда за вярната му служба на крал Федерико II Сицилиански. Когато отношенията между двамата мъже се влошават и ди Лаурия прехвърля лоялността си към анжувинците, замъкът е обсаден и превзет от крал Фредерик и ди Лаурия е лишен от феодалните си владения. През 1320 година замъкът и Ачи са отнети от потомката на Роджър – Маргарет от Лаурия и дадени на Бласко II де Алагона. Докато последният отсъства, защитавайки Палермо от атакуващите анжувинци, Бертрандо ди Балцо завлядава Ачи в негово отсъствие.